# کیتسیلانو
کیتسیلانو (انگلیسی: Kitsilano) واقع در شهر ونکوور، بریتیش کلمبیا، کانادا است. کیتسیلانو از نام رئیس اسکوامیش، «آگوست جک کیتسیلانو»، نامگذاری شده‌است و این محله در سمت غربی ونکوور در امتداد ساحل جنوبی خلیج انگلیش بی، ونکوور، بین محله‌های وست پوینت گری و فیرویو (ونکوور) واقع شده است.